# Le Bal de la victoire
Le Bal de la victoire est un recueil de quinze nouvelles policières d'Agatha Christie, mettant en scène le détective belge Hercule Poirot, publié en France en 1979.
Le contenu du recueil correspond partiellement à celui du recueil britannique Poirot's Early Cases publié en 1974. Il en reprend quinze des dix-huit nouvelles, différentes de la sélection du recueil américain éponyme.
En 2000, dans le cadre de la collection « Les Intégrales du Masque », le recueil est réédité en se conformant à la composition du recueil américain.

## Composition du recueil de 1979
1. L'Affaire du bal de la Victoire (The Affair at the Victory Ball)
2. L'Aventure de la cuisinière de Clapham (The Adventure of the Clapham Cook)
3. Le Mystère des Cornouailles (The Cornish Mystery)
4. L'Enlèvement de Johnnie Waverly (The Adventure of Johnnie Waverly)
5. Énigme en mer (Problem at Sea)
6. La Femme voilée (The Veiled Lady)
7. La Boîte de chocolats (The Chocolate Box)
8. Les Plans du sous-marin (The Submarine Plans)
9. Le Mystère de Market Basing (The Market Basing Mystery)
10. La Mine perdue (The Lost Mine)
11. La Succession Lemesurier (The Lemesurier Inheritance)
12. Comment poussent vos fleurs ? (How does your Garden Grow?)
13. L'Express de Plymouth (The Plymouth Express)
14. L'Appartement du troisième (The Third Floor Flat)
15. Le Roi de trèfle (The King of Clubs)

## Variations de l'édition de 2000
En 2000, dans le cadre de la collection « Les Intégrales du Masque », la Librairie des Champs-Élysées fait le choix de rééditer le recueil en se conformant à la composition du recueil américain (15 nouvelles différentes de la sélection française).
Les trois nouvelles absentes des premières éditions françaises sont réintégrées :
- Le Double Indice (The Double Clue), déjà publiée en 1971 dans Allô, Hercule Poirot ;
- Double Péché (Double Sin), déjà publiée en 1969 dans Témoin à charge
- Le Guêpier (Wasp's Nest), déjà publiée en 1971 dans Allô, Hercule Poirot

Conformément à la composition du recueil américain, trois autres nouvelles sont absentes dans cette édition. Dans le cadre de la collection « Les Intégrales du Masque », ces trois nouvelles avaient déjà été intégrées dans la réédition de Les Enquêtes d'Hercule Poirot en 1990.
- La Mine perdue (The Lost Mine)
- La Boîte de chocolats (The Chocolate Box)
- La Femme voilée (The Veiled Lady)

## Éditions
- (en) Poirot's Early Cases, Londres, Collins Crime Club, 1974
- (en) Poirot's Early Cases, New York, Dodd Mead and Company, 1974

- Le Bal de la victoire : et autres enquêtes d'Hercule Poirot  (trad. de l'anglais par Marie-Josée Lacube), Paris, Librairie des Champs-Élysées, 1979, 282 p. (ISBN 2-7024-0846-X, BNF 34644065)
- Repris dans : Œuvres complètes d'Agatha Christie  (trad. de l'anglais par Marie-Josée Lacube), t. 22, Paris, Librairie des Champs-Élysées, 1980, 402 p. (ISBN 2-7024-1140-1, BNF 34675591)
- Le Bal de la victoire : et autres enquêtes d'Hercule Poirot  (trad. de l'anglais par Marie-Josée Lacube), Paris, Librairie des Champs-Élysées, coll. « Le Masque » (no 1655), 1981, 253 p. (ISBN 2-7024-1260-2, BNF 34686056)
- Le Bal de la victoire  (trad. de l'anglais par Marie-Josée Lacube), Paris, Librairie des Champs-Élysées, coll. « Club des Masques » (no 561), 1986, 251 p. (ISBN 2-7024-1561-X, BNF 34842092)
- Le Bal de la victoire  (trad. de l'anglais par Marie-Josée Lacube), Paris, Librairie générale française, coll. « Le Livre de Poche » (no 7338), 1991, 251 p. (ISBN 2-253-05829-7, BNF 35483547)
- Repris dans : L'Intégrale : Agatha Christie  (trad. de l'anglais par Pascal Aubin et Marie-Josée Lacube, préf. Jacques Baudou), t. 13 : Les années 1971-1976, Paris, Librairie des Champs-Élysées, coll. « Les Intégrales du Masque », 2000, 1268 p. (ISBN 2-7024-7903-0, BNF 37105662)
- Le Bal de la victoire  (trad. de l'anglais par Pascal Aubin et Marie-Josée Lacube), Paris, Librairie générale française, coll. « Le Livre de Poche » (no 7338), 2005, 346 p. (ISBN 2-253-05829-7, BNF 39963308)
- Le Bal de la victoire  (trad. de l'anglais par Pascal Aubin et Marie-Josée Lacube), Paris, Hachette collections, coll. « Agatha Christie » (no 76), 2007, 349 p. (ISBN 978-2-84634-614-6 et 2-84634-614-3, BNF 40982640)